# Batzra
Batzra (hebräisch בָּצְרָה ‚Baṣra‘) ist ein israelischer Moschav in der Scharonebene im Zentralbezirk. Es liegt in der Nähe der Stadt Raʿananna und hat 1217 Einwohner (2018).

## Geschichte
Der Moschav wurde 1946 von demobilisierten jüdischen Soldaten der British Army gegründet. Die Siedlung wurde nach der irakischen Stadt Basra benannt, wo ihre Einheit während des Zweiten Weltkriegs stationiert war. 1947 zählte Batzra 80 Einwohner. Danach nahm diese Anzahl mit der Ankunft jüdischer Südafrikaner deutlich zu.
Dem Moschav südlich benachbart lag das palästinensische Dorf Tabsur, das seine Bewohner am 16. April 1948 im Zuge des Palästinensischen Bürgerkriegs verließen, knapp einen Monat vor Gründung Israels. Das Gebiet Tabsurs gehört heute teils zu Raʿananna und ist bedeckt von Zitrusplantagen.
Batzra gehört der Landwirtschaftsunion.